# クサアジサイ属
クサアジサイ属（クサアジサイぞく、学名：Cardiandra、和名漢字表記:草紫陽花属）は、アジサイ科の属の1つ。

## 特徴
多年草で地中に根茎があり、そこから毎年数本の茎をだす。茎はふつう分枝しないで直立する。葉は互生し、葉身は楕円形または披針形で、縁に鋸歯があり、托葉はない。アジサイ科の他属の種は葉が対生するが、本属の種の葉は互生する。花は茎先に集散状の花序をつけ、ふつう花序の周辺に装飾花をつけるが、装飾花をつけない種もある。花序には果時にも残る宿存性の苞がある。普通花の萼片は4-5個あり果時まで残る、花弁は4-5個で花筒の上縁につき、白色または淡紅紫色になる。雄蕊は多数あり、花糸は糸状で葯は2室ある。子房はほぼ下位で、萼筒と合着して倒卵状の花筒となり、不完全な3室に分かれる。花柱は3個あり花時には直立するが、果時には背側に半曲して宿存する。果実は卵状の蒴果で、腹側で裂開する。種子は極小さく、楕円形で両端に扁平な小翼がある。

## 分布
東アジアの特産属で4種あり、中国大陸（南部）、台湾から日本に分布する。

## 種
- クサアジサイ Cardiandra alternifolia Siebold et Zucc.[5] - 装飾花は3個の萼片からなる[1]。日本固有種で、本州（太平洋側は宮城県以南・日本海側では新潟県以西）、四国、九州（大隅半島以北）に分布する[6]。
- オオクサアジサイ Cardiandra moellendorffii (Hance) Migo[7] - 装飾花は2個の萼片からなる。西表島に自生する。絶滅危惧II類(VU)（2017年、環境省）。西表島の他、台湾、中国大陸（南東部）に分布する[1]。
- アマミクサアジサイ Cardiandra amamiohsimensis Koidz.[8] - 花序が円錐状に長く伸び、装飾花がない。奄美大島の特産種。絶滅危惧IB類(EN)（2017年、環境省）。
- シマクサアジサイ（別名、タイワンクサアジサイ）Cardiandra formosana Hayata[9] - 装飾花は2個の萼片からなる。台湾、中国大陸浙江省に分布する[10]。

## 名前の由来
属名 Cardiandra は、ギリシャ語で cardia （心臓） +  andron（雄蕊）からなる語で、「心臓形の雄蕊」の意味。

## ギャラリー
- クサアジサイ
- オオクサアジサイ
- アマミクサアジサイ